# Selbstreinigungsverfahren
Mit dem Begriff Selbstreinigungsverfahren werden im deutschen Recht beamtenrechtliche und berufsrechtliche Untersuchungsverfahren bezeichnet.

## Das Selbstreinigungsverfahren im Beamtenrecht
Das Selbstreinigungsverfahren ist in § 18 Bundesdisziplinargesetz und in den Disziplinargesetzen der Länder geregelt. Ein Beamter kann danach die Einleitung eines Disziplinarverfahrens gegen sich selbst beantragen. Der Sinn des Selbstreinigungsverfahrens besteht darin, dass der Beamte in diesem Verfahren gegen seine Person oder gegen sein dienstliches Verhalten erhobene Vorwürfe (Dienstvergehen) ausräumen kann.

## Das Selbstreinigungsverfahren im anwaltlichen Berufsrecht
Auch das Berufsrecht der Rechtsanwälte sieht ein Selbstreinigungsverfahren in § 123 Bundesrechtsanwaltsordnung vor. Ein Rechtsanwalt kann so ein gegen sich selbst gerichtetes anwaltsgerichtliches Ermittlungsverfahren mit einer Anschuldigungsschrift zum Anwaltsgericht wegen etwaiger Berufspflichtverletzungen betreiben. 